# Stöcklin Logistik
Die Stöcklin Logistik AG mit Sitz in Laufen ist ein auf Logistiklösungen spezialisierter, international tätiger Schweizer Hersteller von Förder- und Lagertechnikgeräten sowie von Flurfördermitteln. Die Firma betreibt Niederlassungen in 12 weiteren Staaten, darunter Deutschland, Frankreich, Grossbritannien, Russland und USA.
Das Unternehmen entwickelt, produziert und vertreibt zum einen Förder- und Lagersysteme für Transportpaletten sowie für Kartons und Behälter, zum anderen Flurfördermittel wie Elektrostapler, Handhubwagen und Spezialgeräte für Lastaufnahme und Transport. Darüber hinaus entwickelt und vertreibt das Unternehmen auch Software zur Lagerverwaltung und Kommissionierung. Hierzu verfügt die Stöcklin Gruppe über ein eigenes Softwareunternehmen.

## Geschichte
Das Unternehmen wurde 1934 durch Walter Stöcklin gegründet und 1961 als Walter Stöcklin AG in eine Aktiengesellschaft umgewandelt. 1995 erfolgte die Umbenennung in Stöcklin Logistik AG. 2003 übernahm die Stöcklin Gruppe die 1981 von der damaligen Sprecher + Schuh AG gegründete und auf Industriesoftware spezialisierte Retis Software AG. Diese trat unter dem Namen Stöcklin Software AG auf und wurde 2011 in die Stöcklin Logistik AG integriert. Anfang 2020 erfolgte der Umzug in das vom Unternehmen eigens erstellte Technologie-Center in Laufen.

## Hauptsitz
Die Stöcklin Logistik AG baute von 2018 bis ins Frühjahr 2020 einen neuen Hauptsitz in Laufen. Der als «Technologie-Center» bezeichnete Neubau soll über so genannte Open-Space-Büros, Begegnungszonen, sowie ein Personalrestaurant verfügen. Am neuen Standort werden rund 320 Mitarbeiter beschäftigt. In unmittelbarer Nachbarschaft befinden sich ausserdem der Hauptsitz der Laufen-Gruppe sowie eine Produktionsstätte der Ricola AG.